# Ernest Kolman
Ernest Kolman (* 1. Juni 1926 als Ernst Kohlmann in Wesel; † 11. Januar 2021 in London) war ein deutsch-britischer Zeitzeuge, der im Rahmen der Aufarbeitung des Nationalsozialismus und des Holocausts Erinnerungs- und Versöhnungsarbeit leistete. Für seine Arbeit wurde er 2016 als Ehrenbürger der Stadt Wesel ausgezeichnet.

## Leben
Kolman wurde 1926 als Ernst Kohlmann in Wesel geboren. Seine Eltern Martin und Frieda Kohlmann, die dem liberalen Judentum angehörten, betrieben dort ein Textilgeschäft. 1934 zog er mit der Familie nach Köln, wo er zuerst eine jüdische Volksschule und anschließend das Realgymnasium Jawne besuchte. Am 18. Januar 1939 konnte er als 12-Jähriger im Rahmen eines Kindertransports nach England ausreisen. Organisiert wurde dieser Transport durch den Direktor seiner Schule, Erich Klibansky, der die Ausreise von jüdischen Schülern in gesamten Schulklassen nach England ermöglichte. Seine Eltern wurden dagegen am 7. Dezember 1941 ins Ghetto Riga deportiert und dort im Juli 1944 ermordet. Seine ältere Schwester Margit (geboren 1924), die ebenfalls mit den Eltern deportiert worden war, überlebte den Holocaust und wanderte nach dem Zweiten Weltkrieg in die USA aus.
Nach seiner Ankunft lebte Kohlmann zuerst im Londoner Stadtteil Cricklewood und anschließend in der Stadt Bedford, wo er bei mehreren nicht-jüdischen Gastfamilien untergebracht war. Im Alter von 14 Jahren musste er die Schule verlassen und von 1942 bis 1945 war er Mitglied der Jugendorganisation Air Training Corps der Royal Air Force. Nach Kriegsende kehrte er in den Jahren 1946 und 1947 nach Deutschland zurück, um dort für die US-Armee zu arbeiten. Dort lernte er seine spätere Ehefrau kennen. 1947 erwarb er die britische Staatsbürgerschaft und änderte seinen Namen von Ernst Kohlmann in die anglisierte Form Ernest Kolman. Er arbeitete als Maler und Dekorateur und war in seinem Beruf selbstständig.
Anlässlich des 50. Jahrestages der Novemberpogrome 1938 nahm Kolman im November 1988 an mehreren Gedenkveranstaltungen in seiner Geburtsstadt Wesel teil, zu denen die ehemaligen jüdischen Bürger der Stadt eingeladen worden waren. In den folgenden Jahrzehnten besuchte der in London lebende Kolman die Stadt immer wieder – fast in jedem Jahr und teils mehrfach jährlich – und berichtete unter anderem im Rahmen von Gedenkveranstaltungen über seine Erfahrungen aus der Zeit des Nationalsozialismus. Er stand in regelmäßigem Kontakt zu Weseler Schulen und brachte bestimmte Anliegen voran, zum Beispiel eine Untersuchung der Rolle jüdischer Soldaten aus Wesel im Ersten Weltkrieg. Kolman wurde nachgesagt, deutlich und gelegentlich auf unbequeme Weise über die Zeit des Nationalsozialismus zu berichten. Ihm wurden große Verdienste für die Erinnerungs- und Versöhnungsarbeit bescheinigt. Aus diesem Grund wurde ihm am 11. Juni 2016 die Ehrenbürgerwürde der Stadt Wesel verliehen.

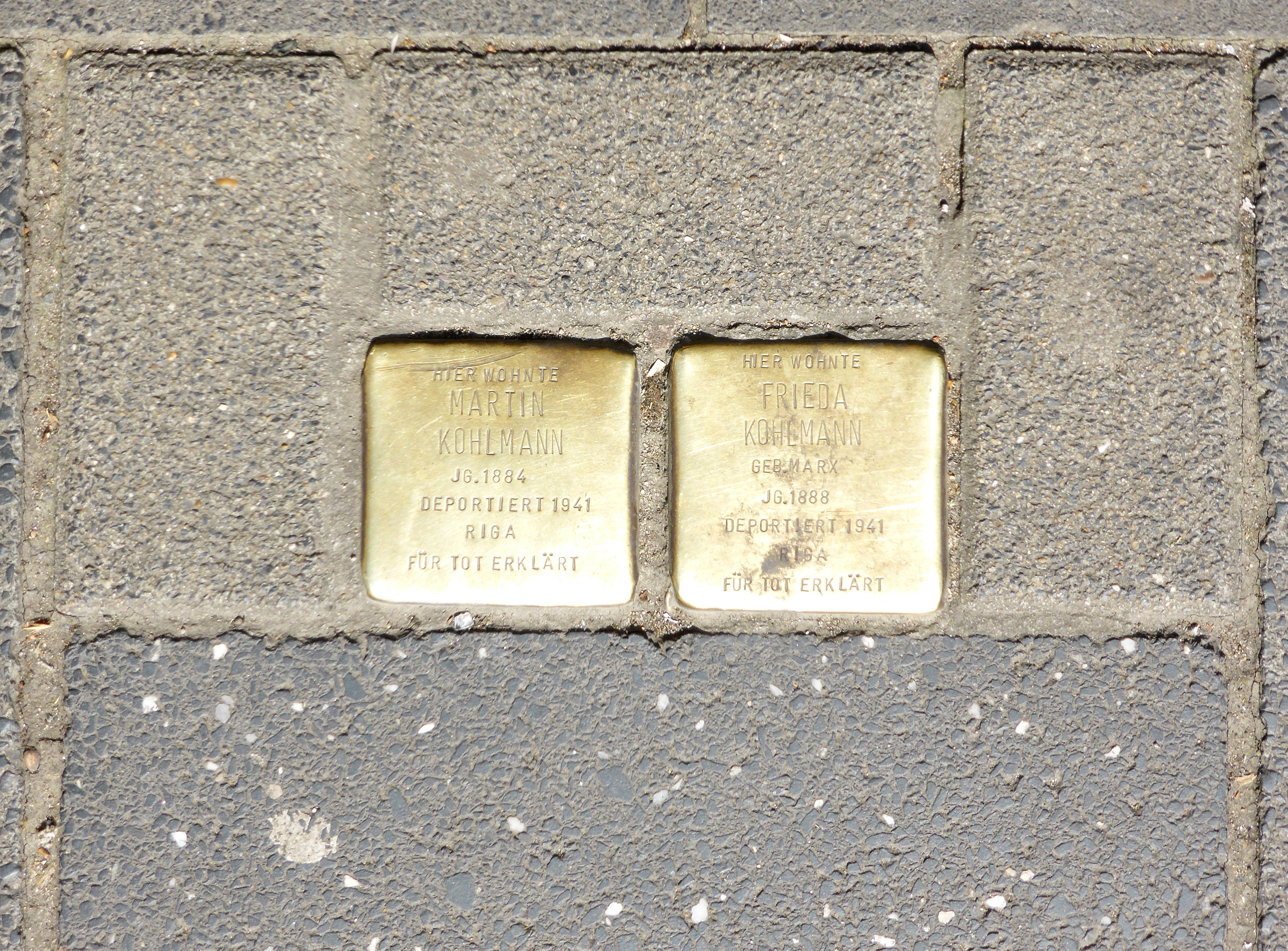
Stolpersteine für Frieda und Martin Kohlmann, Roonstraße 58 in Köln

Für die Familie Kohlmann wurden 2009 in Wesel vier Stolpersteine im Rahmen des Kunst- und Erinnerungsprojektes von Gunter Demnig verlegt. Vor dem letzten frei gewählten Wohnort in Köln, in der Roonstraße 58, erinnern zwei weitere Stolpersteine an die Eltern von Ernst Kohlmann.
In der 2018 ausgestrahlten ZDF-History-Dokumentation Rettung der Zehntausend – die Kindertransporte berichtete Ernest Kolman über seine Rettung aus Deutschland durch einen der Kindertransporte.
Er starb im Januar 2021 im Alter von 94 Jahren in London.